# أوفركوكد
أوفركوكد (بالإنجليزية: Overcooked)‏ هي لعبة محاكاة إلكترونية لطهو الطعام، طوّرتها شركة «جوست تاون جيمز»، ونشرتها شركة تيم17، يحاول فيها اللاعبون التعاون والتنسيق فيما بينهم من أجل إعداد وجبات في مطابخ عامرة بشتى ألوان العقبات والمخاطر، في أسرع وقت ممكن. صدرت اللعبة في 2016 على بلاي ستيشن 4، و‌إكس بوكس ون، و‌مايكروسوفت ويندوز، ولاحقاً في 2017 على نينتندو سويتش.
حظيت اللعبة بتقييمات إيجابية عديدة فور صدورها، ورُشّحت لأربع من جوائز الأكاديمية البريطانية لألعاب الفيديو في دورتها الثالثة عشرة، فازت منها بجائزتين، هما: أفضل لعبة بريطانية، وأفضل لعبة عائلية. صدر من اللعبة جزء ثانٍ، سُمّي أوفركوكد 2، في شهر أغسطس عام 2018، ثم نُشرت نسخة محسّنة منه، بعنوان «أول يو كان إيت» (بالإنجليزية: All You Can Eat)‏ في مستهل إطلاق جهازي إكس بوكس سيريس إكس/إس وبلاي ستيشن 5 في نوفمبر عام 2020.